# Мур, Уэнделл (младший)
Уэнделл Мур младший (англ. Wendell Moore Jr.; род. 18 сентября 2001, Ричмонд) — американский профессиональный баскетболист, выступающий за клуб НБА «Шарлотт Хорнетс».

## Профессиональная карьера

### Миннесота Тимбервулвз (2022–2024)
Мур был выбран клубом «Даллас Маверикс» под 26-м общим выбором на драфте НБА 2022 года, а затем обменян в «Хьюстон Рокетс» в рамках обмена с участием Кристиана Вуда, а затем снова обменян в «Миннесоту Тимбервулвз» в обмен на 29-й выбор на драфье Тай Тай Вашингтона и два будущих выбора во втором раунде.

### Детройт Пистонс (2024–2025)
6 июля 2024 года, чтобы разгрузить платёжную ведомость «Тимбервулвз», Мур был обменян в «Детройт Пистонс» вместе с 37-м общим выбором на драфте НБА 2024 года на 53-й выбор на драфте. 6 февраля 2025 года он был отчислен.

### Шарлотт Хорнетс (2025–настоящее время)
15 февраля 2025 года Мур подписал двусторонний контракт с «Шарлотт Хорнетс».

## Карьера в национальной сборной
В июле 2018 года Мур играл за сборную США на чемпионате мира по баскетболу среди юношей до 17 лет, где его команда выиграла золотые медали.

## Статистика

### Статистика в НБА
| Сезон                                                                                    | Команда   | Регулярный сезон | Регулярный сезон | Регулярный сезон | Регулярный сезон | Регулярный сезон | Регулярный сезон | Регулярный сезон | Регулярный сезон | Регулярный сезон | Регулярный сезон | Регулярный сезон | Серия плей-офф | Серия плей-офф | Серия плей-офф | Серия плей-офф | Серия плей-офф | Серия плей-офф | Серия плей-офф | Серия плей-офф | Серия плей-офф | Серия плей-офф | Серия плей-офф |
| Сезон                                                                                    | Команда   | GP               | GS               | MPG              | FG%              | 3P%              | FT%              | RPG              | APG              | SPG              | BPG              | PPG              | GP             | GS             | MPG            | FG%            | 3P%            | FT%            | RPG            | APG            | SPG            | BPG            | PPG            |
| ---------------------------------------------------------------------------------------- | --------- | ---------------- | ---------------- | ---------------- | ---------------- | ---------------- | ---------------- | ---------------- | ---------------- | ---------------- | ---------------- | ---------------- | -------------- | -------------- | -------------- | -------------- | -------------- | -------------- | -------------- | -------------- | -------------- | -------------- | -------------- |
| 2022/23                                                                                  | Миннесота | 29               | 2                | 5,3              | 41,9             | 11,8             | 80,0             | 0,6              | 0,6              | 0,3              | 0,2              | 1,4              | 1              | 0              | 2,0            | -              | -              | -              | 0,0            | 0,0            | 0,0            | 0,0            | 0,0            |
| 2023/24                                                                                  | Миннесота | 25               | 0                | 3,0              | 50,0             | 0,0              | -                | 0,5              | 0,2              | 0,2              | 0,0              | 0,7              | 6              | 0              | 3,0            | 42,9           | 25,0           | -              | 0,3            | 0,3            | 0,2            | 0,0            | 1,2            |
| 2024/25                                                                                  | Детройт   | 20               | 1                | 11,0             | 46,0             | 28,6             | 92,9             | 2,2              | 1,2              | 0,5              | 0,2              | 3,2              | Не участвовал  | Не участвовал  | Не участвовал  | Не участвовал  | Не участвовал  | Не участвовал  | Не участвовал  | Не участвовал  | Не участвовал  | Не участвовал  | Не участвовал  |
| 2024/25                                                                                  | Шарлотт   | 16               | 0                | 17,5             | 47,4             | 37,0             | 62,5             | 3,2              | 1,2              | 0,6              | 0,1              | 5,4              | Не участвовал  | Не участвовал  | Не участвовал  | Не участвовал  | Не участвовал  | Не участвовал  | Не участвовал  | Не участвовал  | Не участвовал  | Не участвовал  | Не участвовал  |
|                                                                                          | Всего     | 90               | 3                | 8,1              | 46,0             | 25,0             | 81,5             | 1,4              | 0,7              | 0,4              | 0,1              | 2,3              | 7              | 0              | 2,9            | 42,9           | 25,0           | -              | 0,3            | 0,3            | 0,1            | 0,0            | 1,0            |
| Наведите курсор мыши на аббревиатуры в заголовке таблицы, чтобы прочесть их расшифровку. |           |                  |                  |                  |                  |                  |                  |                  |                  |                  |                  |                  |                |                |                |                |                |                |                |                |                |                |                |

### Статистика в Джи-Лиге
| Сезон                                                                                    | Команда     | Регулярный сезон | Регулярный сезон | Регулярный сезон | Регулярный сезон | Регулярный сезон | Регулярный сезон | Регулярный сезон | Регулярный сезон | Регулярный сезон | Регулярный сезон | Регулярный сезон | Серия плей-офф | Серия плей-офф | Серия плей-офф | Серия плей-офф | Серия плей-офф | Серия плей-офф | Серия плей-офф | Серия плей-офф | Серия плей-офф | Серия плей-офф | Серия плей-офф |
| Сезон                                                                                    | Команда     | GP               | GS               | MPG              | FG%              | 3P%              | FT%              | RPG              | APG              | SPG              | BPG              | PPG              | GP             | GS             | MPG            | FG%            | 3P%            | FT%            | RPG            | APG            | SPG            | BPG            | PPG            |
| ---------------------------------------------------------------------------------------- | ----------- | ---------------- | ---------------- | ---------------- | ---------------- | ---------------- | ---------------- | ---------------- | ---------------- | ---------------- | ---------------- | ---------------- | -------------- | -------------- | -------------- | -------------- | -------------- | -------------- | -------------- | -------------- | -------------- | -------------- | -------------- |
| 2022/23                                                                                  | Айова Вулвз | 13               | 12               | 31,1             | 45,1             | 37,0             | 79,3             | 4,5              | 4,8              | 0,9              | 0,3              | 18,8             | Не участвовал  | Не участвовал  | Не участвовал  | Не участвовал  | Не участвовал  | Не участвовал  | Не участвовал  | Не участвовал  | Не участвовал  | Не участвовал  | Не участвовал  |
| 2023/24                                                                                  | Айова Вулвз | 16               | 14               | 36,4             | 35,7             | 30,4             | 83,3             | 5,4              | 4,4              | 2,1              | 0,3              | 16,8             | Не участвовал  | Не участвовал  | Не участвовал  | Не участвовал  | Не участвовал  | Не участвовал  | Не участвовал  | Не участвовал  | Не участвовал  | Не участвовал  | Не участвовал  |
|                                                                                          | Всего       | 29               | 26               | 34,0             | 39,8             | 33,3             | 81,7             | 5,0              | 4,6              | 1,6              | 0,3              | 17,7             | Не участвовал  | Не участвовал  | Не участвовал  | Не участвовал  | Не участвовал  | Не участвовал  | Не участвовал  | Не участвовал  | Не участвовал  | Не участвовал  | Не участвовал  |
| Наведите курсор мыши на аббревиатуры в заголовке таблицы, чтобы прочесть их расшифровку. |             |                  |                  |                  |                  |                  |                  |                  |                  |                  |                  |                  |                |                |                |                |                |                |                |                |                |                |                |

### Статистика в NCAA
| Сезон | Команда | Conf  | Class | GP | GS | MPG  | FG%  | 3P%  | FT%  | RPG | APG | SPG | BPG | PPG  |
| --- | ------- | ----- | ----- | -- | -- | ---- | ---- | ---- | ---- | --- | --- | --- | --- | ---- |
| 2019/20 | Дьюк    | ACC   | FR    | 25 | 11 | 24,0 | 41,6 | 21,1 | 80,6 | 4,2 | 1,9 | 0,9 | 0,2 | 7,4  |
| 2020/21 | Дьюк    | ACC   | SO    | 24 | 18 | 27,6 | 41,7 | 30,1 | 84,8 | 4,8 | 2,7 | 1,2 | 0,2 | 9,7  |
| 2021/22 | Дьюк    | ACC   | JR    | 39 | 39 | 33,9 | 50,0 | 41,3 | 80,5 | 5,3 | 4,4 | 1,4 | 0,2 | 13,4 |
| Всего | Всего   | Всего | Всего | 88 | 68 | 29,4 | 45,9 | 35,8 | 81,4 | 4,9 | 3,2 | 1,2 | 0,2 | 10,7 |
| Наведите курсор мыши на аббревиатуры в заголовке таблицы, чтобы прочесть их расшифровку Статистика приведена с сайта sports-reference.com |         |       |       |    |    |      |      |      |      |     |     |     |     |      |